# Julien Simon
Julien Simon (Rennes, 4 oktober 1985) is een Frans voormalig wielrenner. Door zijn overwinningen in de Ronde van de Finistère van 2012 en 2019 is hij mede-recordhouder in die wedstrijd.

## Belangrijkste overwinningen
2011
Prueba Villafranca de Ordizia
2012
5e en 7e etappe Ronde van Catalonië
Ronde van de Finistère
Grote Prijs van Plumelec
GP van Wallonie
2014
Grote Prijs van Plumelec
Eindklassement Coupe de France
2017
2e etappe Ronde van de Haut-Var
2018
Ronde van de Doubs
2019
Ronde van de Finistère
2022
Grote Prijs van Morbihan
Ronde van de Finistère
1e etappe Ronde van de Limousin-Nouvelle-Aquitaine
Eindklassement Coupe de France

## Resultaten in voornaamste wedstrijden
| Jaar | Ronde van Italië | Ronde van Frankrijk | Ronde van Spanje |
| ---- | ---------------- | ------------------- | ---------------- |
| 2008 |                  |                     |                  |
| 2010 |                  |                     |                  |
| 2011 |                  |                     |                  |
| 2012 |                  | 92e                 |                  |
| 2013 |                  | 87e                 |                  |
| 2014 |                  | 109e                |                  |
| 2015 |                  | 94e                 | 74e              |
| 2016 |                  |                     |                  |
| 2017 |                  | 117e                |                  |
| 2018 |                  | 101e                |                  |
| 2019 |                  | 108e                |                  |
| 2020 |                  |                     | 65e              |
| 2021 |                  | 129e                |                  |
| 2022 |                  |                     |                  |
| 2023 |                  |                     |                  |
| 2024 |                  |                     |                  |

| Jaar | Milaan-San Remo | Amstel Gold Race | Luik-Bast.‑Luik | Ronde van Lombardije | Waalse Pijl | Parijs-Tours | Bretagne Classic |  | WK op de weg |
| ---- | --------------- | ---------------- | --------------- | -------------------- | ----------- | ------------ | ---------------- |  | ------------ |
| 2008 |                 |                  |                 |                      |             | 95e          |                  |  |              |
| 2010 |                 |                  |                 |                      |             |              | 52e              |  |              |
| 2011 |                 |                  |                 |                      |             | opgave       | 9e               |  |              |
| 2012 |                 |                  | 18e             |                      | 19e         |              | 71e              |  |              |
| 2013 |                 |                  |                 |                      |             | 22e          |                  |  |              |
| 2014 |                 |                  | opgave          |                      | 127e        |              | 28e              |  |              |
| 2015 |                 |                  | 17e             |                      | 21e         |              |                  |  | opgave       |
| 2016 | 114e            |                  | 128e            |                      | 14e         |              | 27e              |  |              |
| 2017 | 50e             |                  | 18e             | opgave               | 48e         |              | 46e              |  | 32e          |
| 2018 |                 |                  | opgave          |                      | opgave      |              | 22e              |  |              |
| 2019 | 23e             |                  | opgave          |                      | 72e         | opgave       | 51e              |  |              |
| 2020 |                 |                  | 28e             |                      | 28e         |              |                  |  |              |
| 2021 | 29e             |                  | 41e             |                      |             |              | 15e              |  |              |
| 2022 | 138e            | 82e              |                 |                      |             |              | 74e              |  |              |
| 2023 |                 |                  |                 |                      |             |              | 24e              |  |              |
| 2024 |                 |                  |                 |                      |             | 69e          | 16e              |  |              |

## Ploegen
- 2008 –  Crédit Agricole
- 2009 –  Besson Chaussures-Sojasun
- 2010 –  Saur-Sojasun
- 2011 –  Saur-Sojasun
- 2012 –  Saur-Sojasun
- 2013 –  Sojasun
- 2014 –  Cofidis, Solutions Crédits
- 2015 –  Cofidis, Solutions Crédits
- 2016 –  Cofidis, Solutions Crédits
- 2017 –  Cofidis, Solutions Crédits
- 2018 –  Cofidis, Solutions Crédits
- 2019 –  Cofidis, Solutions Crédits
- 2020 –  Total Direct Energie
- 2021 –  Total Direct Energie
- 2022 –  Team TotalEnergies
- 2023 –  TotalEnergies
- 2024 –  TotalEnergies

Berthou ·
Bodrogi ·
Bonnet ·
Botsjarov ·
Caucchioli ·
Engoulvent ·
Fofonov (tot 31/07) ·
Furlan ·
Gerrans ·
Halgand ·
Hinault ·
Hivert ·
Hunt ·
Hushovd ·
Konovalovas ·
Kern ·
Le Mével ·
Lemoine ·
Marino ·
Méderel ·
Pauriol ·
Raisin ·
Rasch ·
Renshaw ·
Roche ·
Rolland ·
Simon ·
Talabardon ·
Bessy (stagiair) ·
Chopin (stagiair) ·
Šiškevičius (stagiair) 
Bessy ·
Casper ·
Coutouly ·
Engoulvent ·
Galland ·
Jeandesboz ·
Mangel ·
Marino ·
Mathéou ·
Morizot ·
Simon ·
Sinner ·
Talabardon · 
Delaplace (stagiair)
Bessy ·
Casper ·
Coppel · 
Coutouly ·
Delaplace ·
Engoulvent ·
Galland ·
Hivert ·
Jeandesboz ·
Joly ·
Lemoine ·
Levarlet ·
Mangel ·
Marino ·
Martias · 
Mathéou ·
Poulhiès ·
Simon ·
Talabardon · 
Laborie (stagiair) · 
Poux (stagiair) · 

Tortelier (stagiair)
Bessy ·
Casper ·
Coppel · 
Coyot ·
Delaplace ·
Engoulvent ·
Galland ·
Hivert ·
Jeandesboz ·
Joly ·
Laborie · 
Lemoine ·
Levarlet ·
Mangel ·
Marino ·
Martias · 
Mathéou ·
Paiani ·
Poulhiès ·
Poux · 
Simon ·
Talabardon · 
Turpin ·
Daniel (stagiair) · 
Renault (stagiair) · 
Tortelier (stagiair)
Bessy ·
Coppel · 
Coyot ·
Delaplace ·
Engoulvent ·
Feillu ·
Galland ·
Hivert ·
Jeandesboz ·
Laborie · 
Le Lay ·
Lemoine ·
Levarlet ·
Mangel ·
Marino ·
Martias · 
Méderel ·
Paiani ·
Poulhiès ·
Poux · 
Simon ·
Talabardon · 
Tortelier · 
Kéo (stagiair) ·
Renault (stagiair) · 
Vuillermoz (stagiair) 
Daniel ·
Delaplace ·
El Fares ·
Engoulvent ·
Feillu ·
Galland ·
Hivert ·
Jeandesboz ·
Laborie · 
Le Lay ·
Lemoine ·
Marino ·
Martias · 
Méderel ·
Paiani ·
Pauriol ·
Poux ·
Schmidt ·
Simon ·
Šiškevičius · 
Talabardon · 
Tortelier · 
Vuillermoz · 

Guay (stagiair)  
Bagot ·
Bescond · 
Cammaerts ·
Coppel ·
Edet ·
Fouchard ·
García ·
Hardy ·
Jõeäär ·
Laporte ·
Le Mével ·
Lemarchand ·
Lemoine ·
Levarlet ·
Maté · 
Molard ·
Navarro · 
Petit ·
Poulhiès ·
Sénéchal · 
Simon ·
Taaramäe · 
Venturini · 
Verhelst ·
Zingle ·
Chetout (stagiair) · 
Kowalski (stagiair) · 
Turgis (stagiair) 
Ahlstrand · Bagot · N.Bouhanni · Chainel · Chetout · Edet · Hardy · Jõeäär · Laporte · Lemoine · Maté · Molard · Navarro · Petit · Rollin · Rossetto · Sénéchal · Simon · Soupe · Turgis · Van Staeyen · Vanbilsen · Venturini · Verhelst · Zingle · R.Bouhanni (stagiair) · Hofstetter (stagiair) · San Sebastián (stagiair)
Ahlstrand · Bagot · N.Bouhanni · R.Bouhanni · Božič · Chetout · Cousin · Edet · Hardy · Hofstetter · Jeannesson · Jõeäär · Laporte · Lemoine · Maté · Molard · Navarro · Perez · Rossetto · Sénéchal · Simon · Soupe · Turgis · Van Staeyen · Vanbilsen · Venturini · Godon (stagiair) · Le Turnier (stagiair)
Bagot · Bonnafond · N. Bouhanni · R. Bouhanni · Chetout · Claeys · Cousin · Edet · Godon · Hofstetter · Laporte · Le Turnier · Lemoine · Maté · Navarro · Perez · Rossetto · Sénéchal · Simon · Soupe · A. Turgis · J. Turgis · Van Genechten · Van Staeyen · Vanbilsen · Venturini · Barceló (stagiair) · Lafay (stagiair) · T. Turgis (stagiair)
Bonnafond · N. Bouhanni · R. Bouhanni · Chetout · Claeys · Edet · Godon · Jesús Herrada · José Herrada · Hofstetter · Lafay · Laporte · Le Turnier · Lemoine · Maté · Navarro · Perez · Rossetto · Simon · Soupe · Teklehaimanot · A. Turgis · J. Turgis · Van Lerberghe · Van Staeyen · Vanbilsen · Morin (stagiair) · Puppio (stagiair) · Skaarseth (stagiair)
Atapuma · Berhane · N. Bouhanni · R. Bouhanni · Chetout · Claeys · Edet · Fortin · Hansen · Jesús Herrada · José Herrada · Hofstetter · Lafay · Laporte · Le Turnier · Lemoine · Maté · Mathis · Morin · Perez · Périchon · Rossetto · Simon · Soupe · Touzé · Van Lerberghe · Vanbilsen · Waeytens · Finé (stagiair) · Leyder (stagiair) · Viviani (stagiair)
Boasson Hagen · Bodnar · Bonifazio · Burgaudeau · Cabot · de la Parte · Doubey · Dujardin · Ferron · Geniez (tot 31/5) · Grellier · Jousseaume · Latour · Lawless · Manzin · Oss · Ourselin · Rodríguez · J. Sagan · P. Sagan · Simon · Soupe · Terpstra · Turgis · Van Gestel · Vuillermoz · Devanne (stagiair) · Vercher (stagiair)
Boasson Hagen · Bodnar · Bonnet · Burgaudeau · Cabot · Cras · de la Parte · Doubey · Dujardin · Ferron · Grellier · Jeannière · Jousseaume · Latour · Manzin · Oss · Ourselin · Sagan · Simon · Soupe · Tesson · Turgis · Van Gestel · Vercher · Vuillermoz · Boniface (stagiair) · Cialone (stagiair) · Grolier (stagiair)
Boniface · Bonnet · Burgaudeau · Cras · Doubey · Dujardin · Ferron · Gachignard · Grellier · Jeannière · Jegat · Jousseaume · Latour · Manzin · Ourselin · Simon · Soupe · Tesson · Turgis · Vadic · Van Gestel · Vercher · Vuillermoz · Boulahoite (stagiair) · Marcerou (stagiair) · Sanchez (stagiair)
- Système universitaire de documentation: 168879069
- Virtual International Authority File: 299989355